# Tony Peña
Antonio Francisco Peña Padilla (nacido el 4 de junio de 1957 en Castañuelas) es un ex receptor dominicano que jugó en las Grandes Ligas de Béisbol. Militó con los Piratas, Cardenales, Medias Rojas, Indios, Medias Blancas y Astros. Peña era conocido por sus habilidades defensivas, así como por su posición poco ortodoxa detrás del plato.
Fue mánager de los Reales de Kansas City entre 2002 y 2005. Actualmente es el entrenador de banca de los Yanquis de Nueva York, fue dirigente del Equipo Dominicano en el Clásico Mundial de Béisbol 2013, el cual llevó el equipo Dominicano a las Finales y ganar como Campeones Mundiales.

## Carrera

### Como jugador
Peña fue firmado por los Piratas de Pittsburgh como amateur en 1975. Originalmente siendo jardinero, no comenzó a jugar como receptor hasta 1977 mientras jugaba en las ligas menores. Como receptor, Peña adoptó una pose poco ortodoxa detrás del plato cuando no había corredores en base, extendiendo su pierna izquierda de manera recta, mientras se agachaba sobre la pierna derecha. Peña hacía esto con el fin de ayudar a sus lanzadores a mantener sus lanzamientos bajos en la zona de strike. En 1979 mientras jugaba para los Buffalo Bisons, Peña bateó para .313 con 34 jonrones y 97 carreras impulsadas. Al año siguiente, con los Portland Beavers registró un promedio de bateo de .323 con un porcentaje de embasado de .367 antes de hacer su debut en Grandes Ligas con los Piratas el 1 de septiembre de 1980.
En 1981, Peña compartió la posición de receptor junto a Steve Nicosia, alcanzando un impresionante promedio de bateo de .300 en 66 juegos y terminó en el sexto lugar para Novato del Año de la Liga Nacional de 1981. En 1982, tomó el puesto titular como receptor de los Piratas y tuvo un promedio de bateo de .340 en julio, ayudándole a reservar un puesto para el equipo de la Liga Nacional en el Juego de Estrellas de 1982. Terminó el año con un promedio de bateo de .296. Mientras que cometió 16 errores, terminó segundo entre los receptores de la Liga Nacional en asistencias y tercero en outs realizados y de porcentaje en sorprender robando (Caught stealing).
Peña tuvo una de sus mejores temporadas en 1983, registrando un promedio de bateo de .301 y 15 jonrones, y los Piratas terminaron en segundo lugar en la División Este de la Liga Nacional. Lideró a los receptores de la Liga Nacional con 976 outs realizados y terminó en segundo lugar contra Gary Carter, con un porcentaje de fildeo de .992, lo que le valió su primer Guante de Oro. Peña también terminó 12º en la votación para el premio al Jugador Más Valioso de la Liga Nacional.
Después de la temporada 1983, los Piratas entraron en un período de decadencia, terminando en último lugar por tres años consecutivos entre 1984 y 1986. Aunque sus estadísticas ofensivas disminuyeron, Peña siguió siendo productivo durante este período, liderando la Liga Nacional entre los receptores en asistencias, outs realizados y en sorprender corredores robando en 1984, y de nuevo encabezando la liga en las mismas categorías en 1985, ganando dos Guantes de Oro más y siendo seleccionado dos veces más al Juego de Estrellas en el proceso. Cuando Peña rompió la barrera de 100 asistencias en 1985, se unió a Johnny Bench, Jim Sundberg y Gary Carter como los únicos receptores en tener más de 100 asistencias en una temporada desde el final de la Segunda Guerra Mundial. En una encuesta de 1986 realizada por los mánagers, Peña fue seleccionado como el receptor que mejor lanza la pelota en las Grandes Ligas.
En noviembre de 1986, Peña llevó a la victoria a un equipo All-Stars de Grandes Ligas sobre un equipo All-Stars de la Liga Japonesa y fue elegido como el jugador más valioso del equipo de Estados Unidos. Con Peña llegando al final de su contrato, los Piratas tomaron la decisión de canjearlo en lugar de perderlo en la agencia libre. El 1 de abril de 1987, Peña fue cambiado a los Cardenales de San Luis por Andy Van Slyke y Mike LaValliere.
En tres juegos en su carrera con los Cardenales, Peña sufrió la ruptura de su pulgar izquierdo en un partido contra su exequipo, los Piratas. Se perdió más de un mes y retornó con un pobre promedio de bateo de .214. Sin embargo, los Cardenales ganaron la corona de la División Este de la Liga Nacional con Peña reivindicándose bateando para un promedio de .381 en la Serie de Campeonato Liga Nacional ya que, los Cardenales derrotaron a los Gigantes de San Francisco. En la Serie Mundial de 1987 contra los Mellizos de Minnesota, Peña produjo 9 hits con 4 carreras impulsadas a pesar de que los Cardenales perdieron en una serie de siete partidos.
En 1988, Peña se recuperó con un promedio de bateo de .263, 10 jonrones y 51 carreras impulsadas. También lideró la Liga Nacional de receptores con un porcentaje de fildeo de .994 y fue segundo en outs realizados y tercero en asistencias. En 1989 obtuvo su quinta selección al Juego de Estrellas y, una vez más lideró a los receptores de la liga con un porcentaje de fildeo de .997, cometiendo sólo dos errores en 134 juegos.
En noviembre de 1989, a Peña se le concedió la agencia libre y firmó un contrato para jugar con los Medias Rojas de Boston. Con los Medias Rojas en 1990, lideró a los receptores de la Liga Americana en partidos jugados, range factor, outs realizados; y terminó segundo en asistencias y en porcentaje de fildeo. Su actuación le valió el premio del Guante de Oro, convirtiéndose en el segundo receptor después de Bob Boone en ganar un Guante de Oro, tanto en la Liga Americana como en la Nacional. Los Medias Rojas ganaron el banderín de la División Este de la Liga Americana antes de perder ante los Atléticos de Oakland en la Serie de Campeonato de la Liga Americana de 1990.
En octubre de 1993, Peña se volvió a presentar en la agencia libre y firmó para jugar con los Indios de Cleveland. Aunque sus estadísticas de bateo no fueron tan sólidas como su anterior carrera, Peña fue valorado por sus fuertes habilidades defensivas como receptor. Demostró ser de gran valor para los Indios en 1994 como sustituto del titular Sandy Alomar, Jr. en la posición de receptor, mientras registraba un promedio de bateo de .296 con un porcentaje de embasarse de .341. Fungió como receptor en la mayoría de los juegos de los Indios en 1995, a pesar de perder en la Serie Mundial de 1995 ante los Bravos de Atlanta. El promedio de bateo de Peña decayó a .195 en 1995 y, una vez más se declaró agente libre al final de la temporada, firmando un contrato con los Medias Blancas de Chicago. Jugó con los Medias Blancas hasta agosto de 1997 cuando fue canjeado a los Astros de Houston. Al final del año, se retiró como jugador a los 40 años de edad.

#### Estadísticas
En una carrera de 18 años, Peña jugó en 1988 partidos, acumulando 1,687 hits en 6,489 turnos al bate para un promedio de bateo de .260 a lo largo de su carrera con 107 jonrones, 708 carreras impulsadas y con un porcentaje de embasarse de .309. Terminó su carrera con un porcentaje de fildeo de .991. Lideró su liga cinco veces en outs realizados y dos veces en porcentaje de fildeo, asistencias, factor de rango y en corredores atrapado robando. Un cinco veces All-Star, ganó cuatro Guantes de Oro durante su carrera. En los 1950 partidos jugados como receptor lo ubican sexto en la lista de todos los tiempos. Sus 156 doble plays de su carrera ocupa el quinto lugar de todos los tiempos entre los receptores de Grandes Ligas.

### Como mánager y entrenador

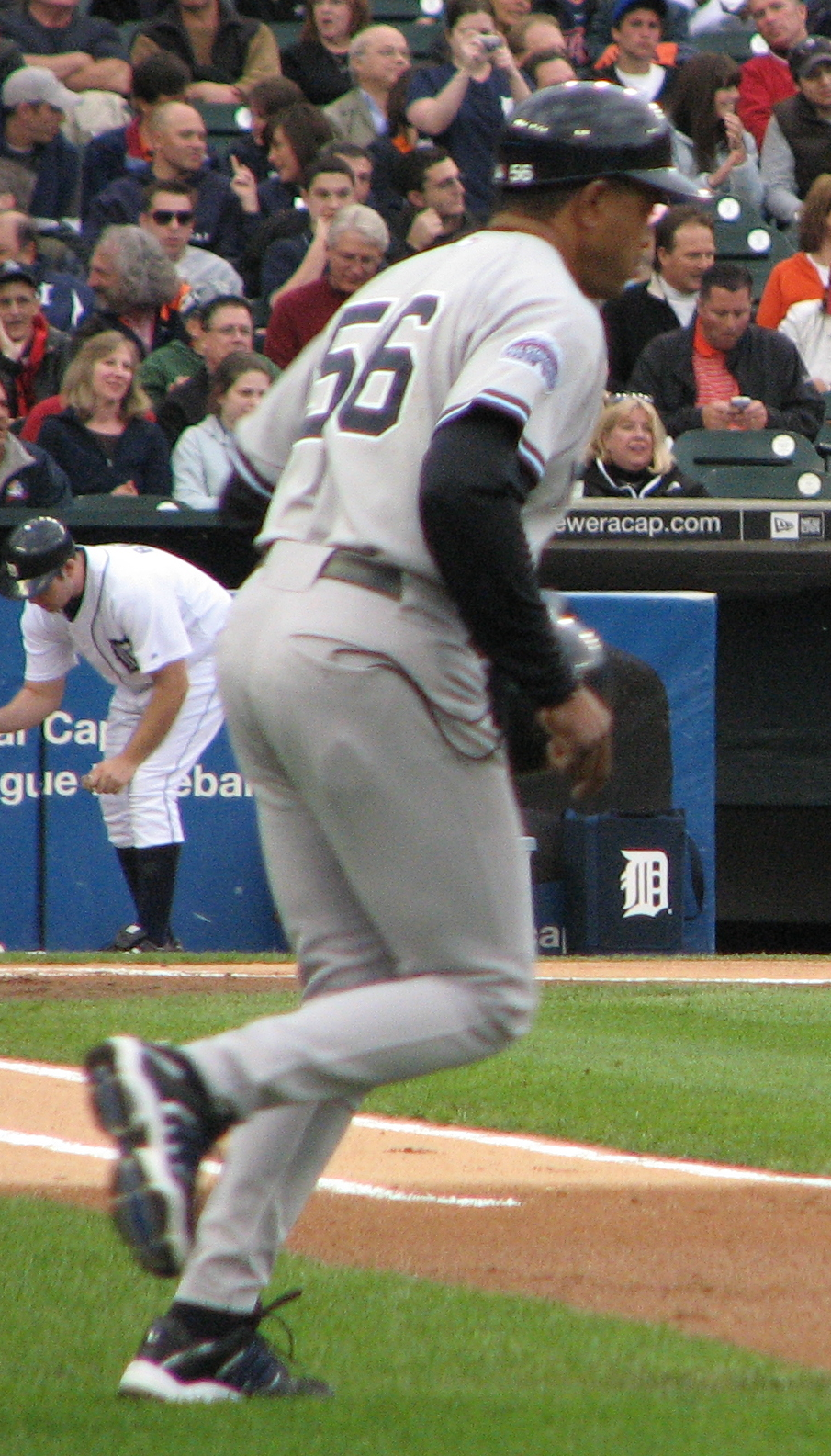
Peña como entrenador de primera base de los Yanquis de Nueva York en 2008

En 1999, Peña se convirtió en el mánager de New Orleans Zephyrs y en 2001 los llevó a un primer lugar en la División Este de la Liga de la Costa del Pacífico. También llevó a las Águilas Cibaeñas en la Liga Invernal de Béisbol de la República Dominicana a dos campeonatos nacionales en 1998 y 2000; y los llevó al título de la Serie del Caribe 2001.
Peña fue contratado por los Reales de Kansas City en 2002 para reemplazar a Tony Muser (Juan Mizerock se habría estado desempeñaddo como gerente interino por Muser). En 2003, Peña llevó a los Reales en una serie de siente juegos a una ventaja en la División Central de la Liga Americana a mediado de la temporada antes de establecerse en un tercer puesto terminando con un récord de 83-79. Fue la primera temporada de los Reales con un récord de ganado desde la breve huelga de 1994. Peña fue premiado como Mánager del año de la Liga Americana en 2003.
La dirigencia de Peña tuvo menos éxito en 2004, terminando en el último lugar en la División Central de la Liga Americana con 104 derrotas. Renunció como mánager de los Reales después de perder contra los Azulejos de Toronto el 10 de mayo de 2005, mientrasa que los Reales tuvieron el peor récord en la Liga Americana 25-8. Fue reemplazado por el mánager interino Bob Schaefer.
El 3 de noviembre de 2005, Peña fue nombrado entrenador de primera base de los Yanquis de Nueva York. El 21 de octubre de 2007, los Yankees anunciaron que entrevistarían a Peña para reemplazar a Joe Torre como mánager. Sin embargo, los Yankees decidieron contratar al ex receptor Joe Girardi para como mánager del equipo en su lugar. Peña se mantuvo como entrenador de primera base los Yankees en 2008, antes de pasar a su actual cargo como entrenador de banca en 2009.
En 2011 Peña fue considerado como candidato para reemplazar a Terry Francona como mánager de los Medias Rojas de Boston antes de que la gerencia del equipo se decidieran por Bobby Valentine.

### Liga Dominicana
Peña jugó en la LIDOM Con las Águilas Cibaeñas, en su primer año gana el premio al novato del año de la liga 1980-1981, en los 2 torneos siguientes ganó consecutivamente el premio al jugador más valioso 1981-1982 y 1982-1983.
Fue campeón como dirigente del equipo en las temporadas 1997-1998 y 1999-2000, volvió a dirigir el equipo durante la temporada 2010-2011.

### Clásico Mundial 2013
Tony Peña fue el dirigente del equipo dominicano en el Clásico Mundial de Béisbol 2013 en el cual el equipo fue ganador invicto.

## Vida personal
Peña está casado con Amaris y tiene tres hijos: Tony Francisco (conocido como Tony Peña, Jr. o simplemente TJ Peña") quien es shortstop y lanzador en Grandes Ligas, así como del jugador de ligas menores Francisco Peña, un prospecto de los Mets de Nueva York. La hija de Peña Jennifer Amaris, ganó el Miss RD USA de 2007 y representó a la comunidad dominicana en los EE. UU. en Miss República Dominicana 2008, quedando en sexto lugar. Su hermano Ramón, lanzó con la organización de los Tigres de Detroit.